# Desperado (musikalbum)
Desperado är rockgruppen Eagles andra album, utgivet i april 1973.
Albumet kan beskrivas som ett konceptalbum med ett lite löst tema kring western och laglösa. Don Henley, som hade en ganska undanskymd roll på debutalbumet Eagles, får här betydligt mer utrymme både som låtskrivare och sångare.

## Låtlista
Sida 1
1. "Doolin-Dalton" (Jackson Browne, Glenn Frey, Don Henley, J. D. Souther) – 3:26
2. "Twenty-One" (Bernie Leadon) – 2:11
3. "Out of Control" (Frey, Henley, Tom Nixon) – 3:04
4. "Tequila Sunrise" (Frey, Henley) – 2:52
5. "Desperado" (Frey, Henley) – 3:33

Sida 2
1. "Certain Kind of Fool" (Frey, Henley, Randy Meisner) – 3:02
2. "Doolin-Dalton (instrumental)" (Browne, Frey, Henley, Souther) – 0:48
3. "Outlaw Man" (David Blue) – 3:34
4. "Saturday Night" (Frey, Henley, Leadon, Meisner) – 3:20
5. "Bitter Creek" (Leadon) – 5:00
6. "Doolin-Dalton/Desperado (Reprise)" (Browne, Frey, Henley, Souther) – 4:50

## Singlar
Singlar från albumet med datum och listplacering.
- "Tequila Sunrise" / "Twenty-One" – 17 april 1973 (#59 US)
- "Outlaw Man" / "Certain Kind of Fool" – 6 augusti 1973 (#64 US)

## Medverkande
- Don Henley – trummor, percussion, sång (spår 1, 5, 9, 11)
- Randy Meisner – basgitarr, akustisk gitarr, sång (spår 6)
- Glenn Frey – gitarr, keyboard, piano, sång (spår 3, 4, 8)
- Bernie Leadon – gitarr, mandolin, banjo, sång (spår 2, 10)